# آبانوتی
آبانوتی (به لاتین: Abanoeti) در گرجستان با جمعیت ۱۸۰ نفر است که در راچا-لچخومی و کومو سوانتی واقع شده‌است.